# Zatōichi: The Last
Pour plus de détails, voir Fiche technique et Distribution.
Zatōichi: The Last (座頭市 THE LAST) est un film japonais réalisé par Junji Sakamoto, sorti en 2010. Il s'inscrit dans une série films japonais mettant en scène le personnage de Zatoichi.

## Synopsis
Zatoichi, un maître du sabre aveugle, vit paisiblement avec sa femme. Mais un événement le force à retourner au combat.

## Fiche technique
- Titre : Zatōichi: The Last
- Titre original : 座頭市 THE LAST
- Réalisation : Junji Sakamoto
- Scénario : Kikumi Yamagishi
- Photographie : Norimichi Kasamatsu
- Montage : Tomoko Hiruta
- Production : Toshiaki Nakazawa
- Société de production : Fuji Television Network, J Dream et Sedic
- Pays de production :  Japon et  France
- Langue originale : japonais
- Format : couleur - 2,35:1 - 35 mm[1]
- Genre : Action, drame et historique
- Durée : 132 minutes
- Dates de sortie : 
  - Japon : 29 mai 2010[1]

## Distribution
- Shingo Katori : Ichi
- Takashi Sorimachi : Ryuji
- Satomi Ishihara : Tane
- Chieko Baishō : Mitsu
- Yoshio Harada : Genkichi
- Arata Iura : Juzo
- Kōichi Iwaki : Shimaji
- Seishirō Katō : Goro
- Yūki Kudō : Toyo
- Tatsuya Nakadai : Tendo
- Kanzaburō Nakamura : Masakichi
- Toshio Shiba : Kitagawa
- Sōsuke Takaoka : Toraji
- Susumu Terajima : Tatsuji
- Kōsuke Toyohara : Sen
- Takashi Ukaji : Kajiwara
- Zeebra : Yasuke

## Box-office
Le film a rapporté 3 680 822 de dollars au box-office.

### Liens connexes
- Zatoichi